# Tarphiota
Tarphiota is een geslacht van kevers uit de familie van de kortschildkevers (Staphylinidae).

## Soorten
- Tarphiota densa (Moore, 1978)
- Tarphiota fucicola (Mäklin, 1852)
- Tarphiota geniculata (Mäklin, 1852)